# Prefrontalna skorja
Prefrontalna skorja ali prefrontalni korteks je regija možganov pri sesalcih. Ime izhaja iz opažanja, da ima frontalni reženj vseh sesalcev regijo, ki prejema projekcije iz dorzomedialnega jedra talamusa. To talamično projekcijo sta raziskovalca videla kot vzporednico projekcij lateralnega in medialnega genikulatnega jedra vidni in slušni skorji. Zaključila sta, da je dorzomedialno projekcijo mogoče uporabiti za definicijo podobnih regij v različnih živalskih vrstah. Poimenovala sta jo prefrontalna skorja.

## Razdelitev prefrontalne skorje
- dorzolateralna PFS,
- spodnja (ventralna) PFS,
- medialna PFS.

Spodnja frontalna skorja se včasih imenuje orbitalna frontalna skorja zaradi svoje povezanosti z orbito (očesno votlino). Medialno frontalno področje včasih smatramo kot del sprednje cingulatne regije, čeprav morda prejema dorzomedialne projekcije.

## Funkcije prefrontalne skorje
Motorična skorja je odgovorna za izvajanje gibov. Premotorična skorja izbira gibe. PFS nadzoruje kognitivne procese – ustrezni gibi so izbrani ob pravem času in na pravem mestu. To izbiro morda nadzorujejo ali internalizirane informacije ali zunanji razlogi. Morda se izbira naredi v odgovoru v kontekstu samo-poznavanja.

### Notranji razlogi
Internalizirani posnetek tega, kar se je pravkar zgodilo, je neodvisen od obstoječih senzoričnih informacij. To je kratkoročni ali delovni ali začasni spomin. Začasni spomin uporabljamo, ko želimo pokazati na nevronski posnetek zadnjih dogodkov v njihovem zaporedju. Ti dogodki so lahko povezani s stvarmi ali z gibi in zbirajo podatke iz prepoznavanja objektov ali motoričnih poti senzoričnega procesiranja.

### Zunanji vzroki
Ljudje, ki imajo okvarjen začasni spomin, postanejo odvisni od okoljskih razlogov, da lahko določajo svoje vedenje. Vedenje ni pod nadzorom internaliziranega znanja, ampak ga nadzorujejo direktno zunanji razlogi.